# Brachyscelis korotyaevi
Brachyscelis korotyaevi es un coleóptero de la familia Chrysomelidae.
Fue descrita científicamente por primera vez en 1990 por Zherikhin in Zherikhin & Egorov.